# William L. DeAndrea
William Louis DeAndrea, meglio conosciuto come William L. DeAndrea (Port Chester, 1º luglio 1952 – 9 ottobre 1996), è stato uno scrittore e giornalista statunitense.
Attivo come autore di romanzi polizieschi e di spionaggio, DeAndrea ha utilizzato per le sue opere anche lo pseudonimo Philip DeGrave.

## Opere

### Serie con Matt Cobb
- Killed in the Ratings, 1978, vincitore del premio Edgar per la migliore opera prima
  - Indice di tradimento, Il Giallo Mondadori n. 1573, 1979
- Killed in the Act, 1981 
  - Omicidio in diretta, Il Giallo Mondadori n. 1841, 1984
- Killed With a Passion, 1983 
  - L'oscura rete dell'odio, Il Giallo Mondadori n. 1873, 1984
- Killed on the Ice, 1984
  - Natale a sangue freddo, Il Giallo Mondadori n. 1924, 1985
- Killed in Paradise, 1988
  - E per premio un delitto, Il Giallo Mondadori n. 2122, 1989
- Killed on the Rocks, 1990
  - Neve rossa a Rocky Point, Il Giallo Mondadori n. 2255, 1992
- Killed in Fringe Time, 1994
- Killed in the Fog , 1996

### Serie con il professor Niccolo Benedetti
- The Hog Murders, 1979, vincitore del premio Edgar per il miglior paperback originale
  - Le piste false, Il Giallo Mondadori n. 1809, 1983
- The Manx Murders, 1992
- The Werewolf Murders, 1994

### Serie con Clifford Driscoll
- Cronus, 1984
- Snark, 1985
  - Caccia al ciclope, Segretissimo n. 1086, 1987
- Azrael , 1987
  - Angelo sterminatore, Segretissimo n. 1126, 1989
- Atropos, 1990
  - Atropo, Segretissimo n. 1157, 1990

### Serie con Lobo Blacke - Quinn Booker
- Written in Fire, 1995
- The Fatal Elixir, 1997

### Romanzi a firma Philip DeGrave
- Unholy Moses, 1985
- Keep the Baby, Faith, 1986 & 1988

### Altri romanzi
- The Lunatic Fringe, 1980
  - L'angelo rosa, Il Giallo Mondadori n. 1730, 1982
- Five O'Clock Lightning, 1982
- When Dinosaurs Ruled the Basement, 1995 (con Matthew DeAndrea)
- The Night of the Living Yogurt, 1996 (con Matthew DeAndrea)
- The Pizza That Time Forgot, 1998 (con Matthew DeAndrea)

### Antologie
- Murder - All Kinds, 2003, postumo

### Non-Fiction
- Encyclopedia Mysteriosa: A Comprehensive Guide to the Art of Detection in Print, Film, Radio, and Television, 1997